# Anastasia Vdovenco
Anastasia Vdovenco (* 20. April 1994) ist eine ehemalige moldauische Tennisspielerin.

## Karriere
Vdovenco begann mit sechs Jahren das Tennisspielen und bevorzugt Hartplätze. Sie spielte vor allem Turniere der ITF Women’s World Tennis Tour, wo sie drei Titel im Einzel und fünf im Doppel gewinnen konnte.
In den Jahren 2013, 2015 und 2020 trat sie für die Moldauische Billie-Jean-King-Cup-Mannschaft an. Dort hat sie bei drei Nominierungen bei neun Einzeln und drei Doppel eine Bilanz von vier Siegen und acht Niederlagen, davon zwei Siege im Einzel und zwei im Doppel.

## Turniersiege

### Einzel
| Nr. | Datum           | Turnier | Kategorie   | Belag | Finalgegnerin  | Ergebnis       |
| --- | --------------- | ------- | ----------- | ----- | -------------- | -------------- |
| 1.  | 12. Juli 2015   | Iași    | ITF $10.000 | Sand  | Miriam Bulgaru | 6:1, 6:73, 6:3 |
| 2.  | 3. Juli 2016    | Focșani | ITF $10.000 | Sand  | Cristina Ene   | 7:5, 4:6, 6:1  |
| 3.  | 28. August 2016 | Iași    | ITF $10.000 | Sand  | Cristina Ene   | 6:4, 7:5       |

### Doppel
| Nr. | Datum             | Turnier   | Kategorie   | Belag | Partnerin        | Finalgegnerinnen                           | Ergebnis         |
| --- | ----------------- | --------- | ----------- | ----- | ---------------- | ------------------------------------------ | ---------------- |
| 1.  | 16. November 2013 | Antalya   | ITF $10.000 | Sand  | Lina Gjorcheska  | Diana Buzean Raluca Elena Platon           | 6:3, 6:2         |
| 2.  | 23. November 2013 | Antalya   | ITF $10.000 | Sand  | Lina Gjorcheska  | Bianca Hincu Kyōka Okamura                 | 6:1, 2:6, [10:7] |
| 3.  | 2. August 2014    | Telawi    | ITF $10.000 | Sand  | Julija Kalabina  | Alena Fomina-Klotz India Maggen            | 7:64, 6:2        |
| 4.  | 28. Mai 2016      | Galați    | ITF $10.000 | Sand  | Alexandra Perper | Maria Fernanda Alves Guadalupe Pérez Rojas | 6:3, 6:3         |
| 5.  | 30. Juli 2016     | Târgu Jiu | ITF $10.000 | Sand  | Alexandra Perper | Quinn Gleason Melissa Kopinski             | 1:6, 6:2, [10:8] |